# Libona
Libona is een gemeente in de Filipijnse provincie Bukidnon op het eiland Mindanao. Bij de laatste census in 2007 had de gemeente bijna 36 duizend inwoners.

## Geografie

### Bestuurlijke indeling
Libona is onderverdeeld in de volgende 14 barangays:
| - Capihan - Crossing - Gango - Kiliog - Kinawe - Laturan - Maambong | - Nangka - Palabucan - Poblacion - Pongol - San Jose - Santa Fe - Sil-ipon |

## Demografie
Libona had bij de census van 2007 een inwoneraantal van 35.670 mensen. Dit zijn 2.397 mensen (7,2%) meer dan bij de vorige census van 2000. De gemiddelde jaarlijkse groei komt daarmee uit op 0,96%, hetgeen lager is dan het landelijk jaarlijks gemiddelde over deze periode (2,04%). Vergeleken met de census van 1995 is het aantal mensen met 3.773 (11,8%) toegenomen.

De bevolkingsdichtheid van Libona was ten tijde van de laatste census, met 35.670 inwoners op 374,37 km², 95,3 mensen per km².